# 5a etapa del Tour de França de 2010
La 5a etapa del Tour de França de 2010 es disputà el dijous 8 de juliol de 2010 sobre un recorregut de 187,5 km entre Épernay, al departament del Marne i Montargis, al departament del Loiret. El vencedor final fou el britànic Mark Cavendish, que d'aquesta manera aconseguia la seva primera victòria en la present edició.

## Perfil de l'etapa
Etapa bàsicament plana, amb dues cotes puntuables de 4a categoria al km 18,5 i 36,5. Se superen tres esprints especials, als km 27,5; 126,5 i 169,5.

## Desenvolupament de l'etapa
L'etapa començà marcada per una escapada de tres ciclistes que es creà al km 6: Jurgen van de Walle (Quick Step), José Iván Gutiérrez Palacios (Caisse d'Epargne) i Julien El Fares (Cofidis). L'escapada aconseguí una màxima diferència de vuit minuts abans de ser engolits pel gran grup en els darrers quilòmetres. L'etapa es decidí a l'esprint, sent guanyada per Mark Cavendish, que d'aquesta manera aconseguia la seva onzena victòria d'etapa al Tour de França.

## Esprints intermedis
| 1r | José Ivan Gutiérrez (ESP) | 6 pts |
| 2n | Julien El Fares (FRA)     | 4 pts |
| 3r | Jurgen van de Walle (BEL) | 2 pts |

| 1r | Julien El Fares (FRA)     | 6 pts |
| 2n | Jurgen van de Walle (BEL) | 4 pts |
| 3r | José Ivan Gutiérrez (ESP) | 2 pts |

| 1r | José Ivan Gutiérrez (ESP) | 6 pts |
| 2n | Julien El Fares (FRA)     | 4 pts |
| 3r | Jurgen van de Walle (BEL) | 2 pts |

## Ports de muntanya
| 1r | Jurgen van de Walle (BEL) | 3 pts |
| 2n | José Ivan Gutiérrez (ESP) | 2 pts |
| 3r | Julien El Fares (FRA)     | 1 pt  |

| 1r | Jurgen van de Walle (BEL) | 3 pts |
| 2n | José Ivan Gutiérrez (ESP) | 2 pts |
| 3r | Julien El Fares (FRA)     | 1 pt  |

## Classificació de l'etapa
|    | Ciclista                   | Equip                 | Temps      |
| -- | -------------------------- | --------------------- | ---------- |
| 1  | Mark Cavendish (GBR)       | Team Columbia-HTC     | 4h 30' 50" |
| 2  | Gerald Ciolek (GER)        | Team Milram           | m. t.      |
| 3  | Edvald Boasson Hagen (NOR) | Team Sky              | m. t.      |
| 4  | José Joaquín Rojas (ESP)   | Caisse d'Epargne      | m. t.      |
| 5  | Thor Hushovd (NOR)         | Cervélo TestTeam      | m. t.      |
| 6  | Sébastien Turgot (FRA)     | BBox Bouygues Telecom | m. t.      |
| 7  | Robbie McEwen (AUS)        | Team Katusha          | m. t.      |
| 8  | Alessandro Petacchi (ITA)  | Lampre-Farnese Vini   | m. t.      |
| 9  | Lloyd Mondory (FRA)        | AG2R La Mondiale      | m. t.      |
| 10 | Tyler Farrar (USA)         | Garmin-Transitions    | m. t.      |

## Classificació general
|    | Ciclista                    | Equip                 | Temps       |
| -- | --------------------------- | --------------------- | ----------- |
| 1  | Fabian Cancellara (SUI)     | Team Saxo Bank        | 22h 59' 45" |
| 2  | Geraint Thomas (GAL)        | Team Sky              | + 23"       |
| 3  | Cadel Evans (AUS)           | BMC Racing Team       | + 39"       |
| 4  | Ryder Hesjedal (CAN)        | Garmin-Transitions    | + 46"       |
| 5  | Sylvain Chavanel (FRA)      | Quick Step            | + 1' 01"    |
| 6  | Andy Schleck (LUX)          | Team Saxo Bank        | + 1' 09"    |
| 7  | Thor Hushovd (NOR)          | Cervélo TestTeam      | + 1' 19"    |
| 8  | Aleksandr Vinokúrov (KAZ)   | Astana Qazaqstan Team | + 1' 31"    |
| 9  | Alberto Contador (ESP)      | Astana Qazaqstan Team | + 1' 40"    |
| 10 | Jurgen van den Broeck (BEL) | Omega Pharma-Lotto    | + 1' 42"    |

## Classificacions annexes
|    | Ciclista                  | Equip               | Total   |
| -- | ------------------------- | ------------------- | ------- |
| 1r | Thor Hushovd (NOR)        | Cervélo TestTeam    | 102 pts |
| 2n | Alessandro Petacchi (ITA) | Lampre-Farnese Vini | 88 pts  |
| 3r | Robbie McEwen (AUS)       | Team Katusha        | 81 pts  |

|    | Ciclista               | Equip      | Total  |
| -- | ---------------------- | ---------- | ------ |
| 1r | Jérôme Pineau (FRA)    | Quick Step | 13 pts |
| 2n | Sylvain Chavanel (FRA) | Quick Step | 8 pts  |
| 3r | Rein Taaramae (EST)    | Cofidis    | 8 pts  |

|    | Ciclista              | Equip          | Temps       | Temps |
| -- | --------------------- | -------------- | ----------- | ----- |
| 1r | Geraint Thomas (GAL)  | Team Sky       | 23h 00' 08" |       |
| 2n | Andy Schleck (LUX)    | Team Saxo Bank | + 46"       |       |
| 3r | Roman Kreuziger (CZE) | Liquigas-Doimo | + 2' 01"    |       |

|    | Equip                    | Temps       | Temps |
| -- | ------------------------ | ----------- | ----- |
| 1r | Team Saxo Bank (DEN)     | 69h 03' 10" |       |
| 2n | Garmin-Transitions (USA) | + 11"       |       |
| 3r | Team Sky (GBR)           | + 25"       |       |

## Abandonaments
- Amets Txurruka (Euskaltel–Euskadi). No surt.